# 根措夫特
根措夫特（丹麥語：Gentofte）是丹麦首都大区根措夫特市鎮内的城镇，位于西兰岛东部厄勒海峡沿岸。